# Sporting Cultural Club Al Oruba Zabid
Maillots
Le Sporting Cultural Club Al Oruba Zabid (en arabe : نادي العروبة زبيد الرياضي الثقافي), plus couramment abrégé en Al Oruba Zabid, est un club yéménite de football fondé en 2008 et basé à Sanaa, la capitale du pays.

## Histoire
Le club est fondé en 2008 dans la ville de Zabid. Dès sa première saison, en seconde division, le club termine à la deuxième place et obtient sa promotion en Division One. Il décroche son premier titre national en s'imposant en championnat en 2011 puis s'impose en finale de la Supercoupe face à Al-Tilal SC. Le club a des difficultés à confirmer son titre les saisons suivantes, même s'il se maintient sans difficulté.
Ce succès ouvre au club les portes de la Coupe de l'AFC. La campagne asiatique s'achève à l'issue de la phase de poule, terminée à la 3e place, derrière Arbil SC, futur finaliste et Kazma SC.

## Palmarès
| Compétitions nationales                                                                          |
| ------------------------------------------------------------------------------------------------ |
| - Championnat du Yémen (1) : - Champion: 2010-11. - Supercoupe du Yémen (1) : - Vainqueur: 2011. |